# Het (album)
Het è l'ottavo album in studio del gruppo musicale jazz d'avanguardia statunitense Masada, contenente 10 delle 205 composizioni del loro primo libro di composizioni. Fu pubblicato il 19 maggio 1997 dalla DIW Records in Giappone.

## Tracce
Musiche di John Zorn.
1. Shechem (118° composizione) – 11:25
2. Elilah (158° composizione) – 4:38
3. Kodashim (147° composizione) – 4:40
4. Halom (66° composizione) – 2:00
5. Ne'eman (160° composizione) – 9:56
6. Abed-Nego (163° composizione) – 7:14
7. Tohorot (150° composizione) – 4:39
8. Mochin (139° composizione) – 6:37
9. Amarim (140° composizione) – 4:28
10. Khebar (166° composizione) – 4:40

Durata totale: 60:17

## Formazione
- John Zorn – sassofono contralto
- Dave Douglas – tromba
- Greg Cohen – contrabbasso
- Joey Baron – batteria